# De procedure
De procedure is een roman van Harry Mulisch uit 1998, uitgegeven door De Bezige Bij. In 1999 werd het bekroond met de Libris Literatuur Prijs.

## Motto's
Akte 1:
Dat het slechts kunst was, was verborgen door kunst.
Ovidius, Metamorfosen
Akte 2:
de tranen van de dood / de maden van kristal
Lucebert, Het vlees is woord geworden
Akte 3:
Iemand moest (...) hem overleven.
Franz Kafka, Het proces

## Thema
Het boek gaat over de procedure van het scheppen van leven. De structuur van het boek lijkt behoorlijk ingewikkeld, maar is ondanks de strakke bouw interessant. Voor Mulisch zijn alle verschijnselen door een ondergronds netwerk van verstrengelingen met elkaar verbonden. Deze roman is een arabesk van gedachten en fantasieën die in elkaar grijpen bij de behandeling van dit thema. Hij gebruikt daarbij een personage dat nodig is om dat leven te scheppen en daarmee aan het werk gaat: Werker.

## Opbouw
Het boek is verdeeld in drie 'Akten' die in stukken uiteenvallen, die doorgeteld worden. Het zijn er alles bijeen twaalf, wat misschien niet zonder betekenis is, (twaalf is van oudsher een 'volmaakt' getal). Akte A bestaat uit vier stukken: samen zijn deze een inleiding en voorspel. Akte B bestaat uit drie stukken, akte C uit vijf. Vier van deze stukken (Avond, Nacht, Ochtend en Middag) vormen de klassieke tijd van 24 uur, waarin een handeling afgewerkt behoort te zijn. Het vijfde stuk geeft dan de ontknoping.
In Akte A wordt het personage Werker gemaakt. In Akte B vertelt hij over zijn leven en zijn grote succes, de Eobiont, de eerst uitgevonden kunstmatige totstandkoming van leven. In Akte C wordt de rekening opgemaakt.

## Samenvatting

### Akte A - Het Spreken
Wellicht het meest chaotische deel, dat diverse manieren van 'creatie' behandelt.

#### Eerste stuk - De mens
Het boek begint met overwegingen over Genesis, de schepping van de mens, JHWH (Jahweh) en de Sefer Jetzira, een Hebreeuws geheim traktaat waaruit het tweede hoofdstuk volledig is overgenomen.

#### Tweede stuk - Het personage
Het echte verhaal laat op zich wachten. Eerst volgen er drie additionele overwegingen die over het structureren van een verhaal gaan, dan wordt de hoofdfiguur Victor Werker ten tonele gevoerd.

#### Derde stuk - De golem
De lezer wordt verrast door het verhaal over rabbi Löw die een Golem voor keizer Rudolf II creëert. Er staat een treffende (licht anachronistische) sfeertekening van het hof van Rudolf II in dit stuk. Tycho Brahe en Johannes Kepler helpen rabbi Löw een houding te vinden aan Rudolfs tafel. Rabbi Löw maakt met de hulp van zijn schoonzoon Isaac de Golem. De Golem vermoordt die schoonzoon, nadat er al een andere rabbi is gestorven en de vrouw van de schoonzoon hem heeft verlaten. Uiteindelijk moet rabbi Löw zijn schepsel vernietigen en opbergen op de zolder van de Altneuschul in Praag. Daar vertelt nu nog een van de vrouwelijke gidsen het verhaal tot in details en wijst erop dat boven op zolder de Golemresten moeten liggen.

#### Vierde stuk - Victor Werker
Het blijkt dat het stuk over Löw eigenlijk een visioen van Victor Werker was. Het laatste stuk van Akte A gaat over diens verwekking en geboorte. Werker heeft een vreemde vader die majoor is en met seks niet veel op heeft. Zijn moeder is dan weer seksgericht en kan bewerkstelligen dat haar man haar bevrucht. Aan het eind van het hoofdstuk wordt Victor geboren (d.w.z. geschapen, gecreëerd).

### Akte B - De Zegsman
Dit deel is een briefroman: drie brieven die Victor aan zijn vroegere verloofde Clara Veith stuurt, maar die geadresseerd zijn aan hun doodgeboren dochtertje Aurora.

#### Vijfde stuk - Eerste schrijven
Victor heeft het onder meer over zijn eerste liefdes en hoe die stukliepen, eindigend met de ontmoeting tussen Clara en Victor.

#### Zesde stuk - Tweede schrijven
Een groot deel van dit stuk gaat naar een uitleg over het DNA. Victor overweegt om een boek te schrijven over zijn constructie van de eobiont, een biochemisch gewrocht, waarin hij als het ware uitleg geeft aan Aurora over dat onderwerp. Hij heeft vanwege al zijn werken de essentie van het leven gemist, ofschoon het hem gelukt is de procedure te ontdekken om leven te construeren. De "Eobiont" heeft hij geproduceerd door stukjes DNA aaneen te rijgen. Zijn medewerker Kurt Brock voelt zich gepasseerd, als Victor Werker voor die Eobiont in aanmerking komt voor een Nobelprijs, wat belangrijk is voor het einde van het verhaal. Tegen het einde van dit stuk pas begrijpt de lezer dat Aurora eigenlijk dood is.

#### Zevende stuk - Derde schrijven
Victor vertelt nu over de zwangerschap van Clara, hoe Aurora dood wordt geboren en hoe het feit dat hij in een bevlieging wegvluchtte tijdens de geboorte, ertoe leidde dat Clara hem verliet.

### Akte C - Het Gesprek
Dit deel gaat over de praktijk van het leven, de dingen waarmee men geconfronteerd wordt in een gesprek. Er zitten diverse gesprekken in (telefonades, gefantaseerde en werkelijke, meegeteld).

#### Achtste stuk - Avond
Victor heeft 's avonds een gesprek met de drielingbroers Albert, Marnix en Sjoerd, van wie hij heeft ontdekt dat zijn moeder bij zijn geboorte haar overtollige melk aan hen gevoed heeft.

#### Negende stuk - Nacht
Victor overweegt lange tijd om Clara te bellen en fantaseert hoe zij zou kunnen opnemen. Wanneer hij ten slotte daadwerkelijk belt, neemt ze niet op; hij laat een boodschap achter.

#### Tiende stuk - Ochtend
Victor hoort, wanneer hij de telefoon aan zijn oor houdt, een gesprek in het Engels tussen twee mannen. De ene beschrijft aan de andere welk traject die door een stad moet volgen. Dit lijkt eerst niets bijzonders, maar Victor schrikt op wanneer aan het einde de ene man de andere iets zegt over 'iemand neersteken'. Vanaf hier verandert het verhaal in een soort detective: na een bezoek aan het politiekantoor gaat Victor zelf op onderzoek uit.

#### Elfde stuk - Middag
Victor woont een debat over beeldende kunst bij, waaraan ook een man deelneemt, Kurt Netter, die hij eerder in het boek op reis ontmoette. Wanneer aan het einde Netter openlijk Victor uitroept tot de grootste kunstenaar van de twintigste eeuw en alle ogen op hem gericht worden, krijgt hij een paniekaanval. Hij loopt opgejaagd de stad in.

#### Twaalfde stuk - De afspraak
Uiteindelijk blijkt dat de mannen aan de telefoon eigenlijk over Victor zelf praatten: op de laatste bladzijden komen er twee huurmoordenaars binnen, die Victor doodsteken. Hij bedenkt dat zij misschien wel door Brock zijn gestuurd. Zo wordt hij het lijk, waarmee normaal een detective begint.